# Bibliothèque de Kivistö
La bibliothèque de Kivistö (finnois : Kivistön kirjasto) est une bibliothèque du quartier de Kivistö à Vantaa en Finlande,,.

## Présentation
Fondée le 7 octobre 2020, la bibliothèque de Kivistö est située près de la gare de Kivistö. 
Une salle pour les jeunes est située à côté de la bibliothèque,.
Les locaux devenant trop exigus, de nouveaux locaux pour la bibliothèque sont prévus dans un centre commercial de Kivistö (fi) qui sera  construit près de la gare de Kivistö et dont la livraison est prévue à l'automne 2023,.

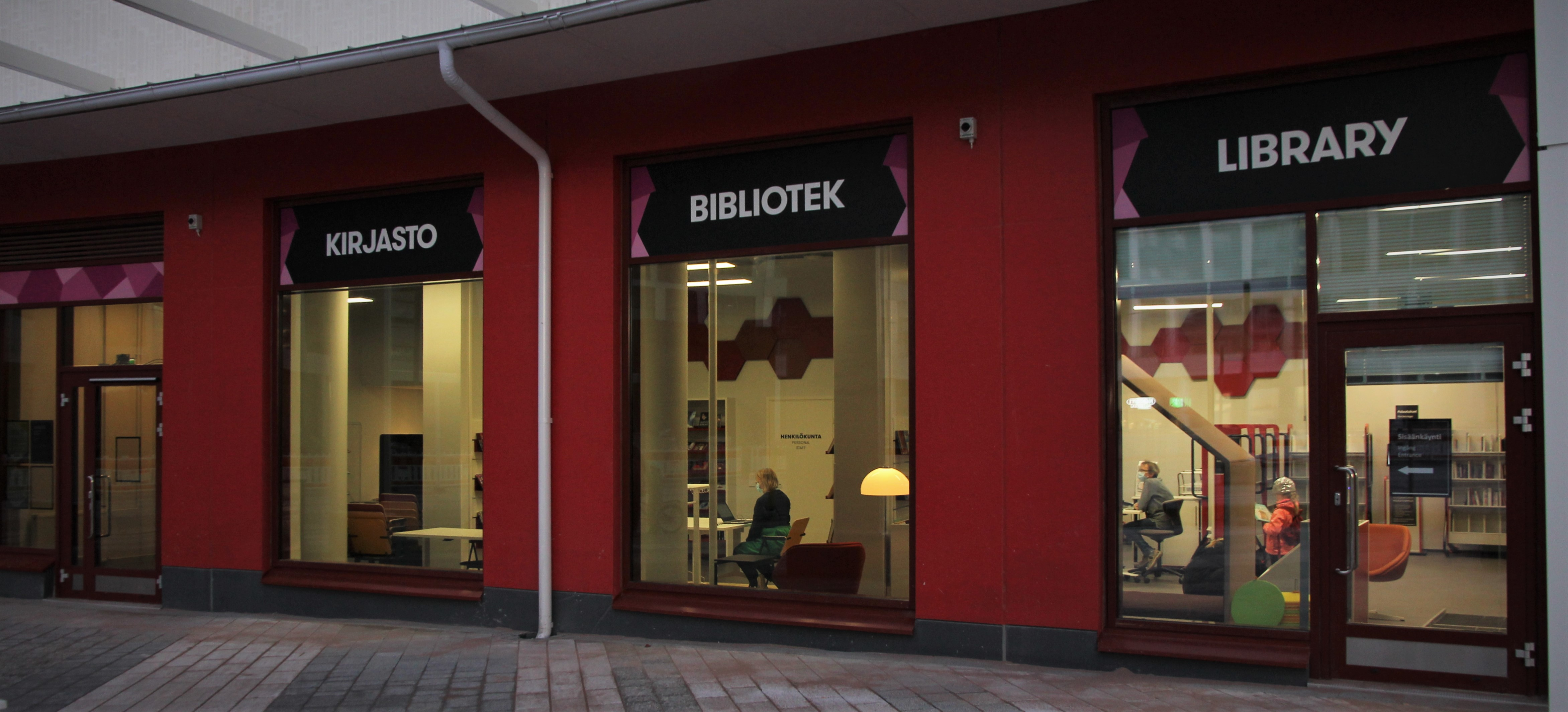
La bibliothèque de Kivistö en 2020.

## Groupement Helmet de bibliothèques
La bibliothèque de Kivistö fait partie du groupement Helmet, qui est un groupement de bibliothèques municipales d'Espoo, d'Helsinki, de Kauniainen et de Vantaa ayant une liste de collections commune et des règles d'utilisation communes.